# Termocoppia

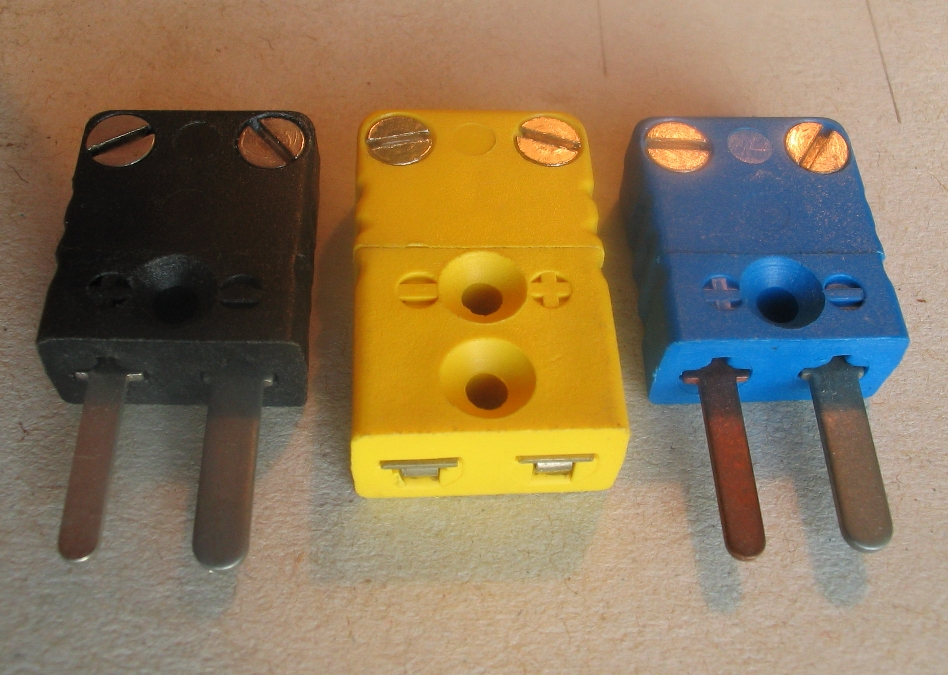
Connettori per termocoppie.

La termocoppia è un trasduttore di temperatura il cui funzionamento è basato sull'effetto Seebeck.. 
Le termocoppie sono ampiamente utilizzate perché economiche, facilmente sostituibili, standardizzate e possono misurare un ampio intervallo di temperature. Il loro limite più grande è l'accuratezza, infatti errori sistematici minori di un grado Celsius sono difficili da ottenere. Inoltre le termocoppie sono dei dispositivi non lineari, nonostante il loro vasto utilizzo. Un gruppo di termocoppie poste in serie viene detto termopila.
In estrema sintesi la termocoppia è costituita da due conduttori di materiale ben noto che si uniscono in un punto detto "giunto caldo" in prossimità del quale va effettuata la misura di temperatura. Gli altri due estremi sono collegati ad una morsettiera detta "giunto freddo" che viene connessa allo strumento di misura in modo diretto oppure mediante un cavo prolunga. È importante conoscere la temperatura del giunto freddo per ottenere la misura corretta sul giunto caldo (compensazione): ad esempio se in prossimità del giunto caldo si rilevasse una temperatura di 11 °C mentre il giunto freddo si trova alla temperatura di 20 °C, allora la temperatura effettiva alla quale si trova il giunto caldo sarebbe di 31 °C; questa compensazione potrebbe essere trascurata se il giunto freddo venisse mantenuto alla temperatura costante di 0 °C.

## Principio di funzionamento

Rappresentazione circuitale di una termocoppia.

Nel 1821 Thomas Johann Seebeck, un fisico di provenienza estone, riscoprì ciò che Alessandro Volta aveva già scoperto nel 1787: in un circuito chiuso formato da due conduttori di natura differente e saldati alle estremità in modo da creare un anello, sottoposto a un gradiente di temperatura (le due estremità di giunzione sono esposte a temperature differenti), si instaura una differenza di potenziale proporzionale alle differenze di temperatura. Questo fenomeno, chiamato effetto Seebeck o effetto termoelettrico, è sfruttato dalle termocoppie.

Simboli di una termocoppia secondo la norma EN 60617-8

Il fenomeno non può sussistere in un circuito formato da un solo conduttore omogeneo; quindi una termocoppia è costituita da una coppia di conduttori elettrici di diverso materiale uniti tra loro in un punto.

La giunzione utilizzata per la misurazione è convenzionalmente chiamata giunto caldo o giunzione calda, la quale può essere del tipo esposto o non esposto (l'armatura della termocoppia protegge anche il punto caldo), modificando anche la velocità della misurazione, in quanto minore è il rivestimento di protezione o assente (giunto esposto) e più sarà rapida e precisa la misurazione.

L'altra estremità, costituita dalle estremità libere dei due conduttori, è convenzionalmente chiamata giunto freddo o giunzione fredda.

Quando esiste una differenza di temperatura tra la zona del giunto caldo e la zona del giunto freddo, si può rilevare una differenza di potenziale elettrico tra le estremità libere della termocoppia in corrispondenza del giunto freddo.

Tale valore di potenziale elettrico è funzione diretta della differenza di temperatura, secondo una legge non lineare (vedi sotto).

Nella pratica, ad esempio negli impianti industriali, la giunzione calda è inserita all'interno di una guaina di protezione che penetra all'interno dell'apparecchiatura della quale si vuole misurare la temperatura. Subito all'esterno, i due conduttori sono connessi ad una morsettiera di porcellana contenuta dentro una testina di protezione. Da questo punto, altri due conduttori elettrici di metallo, aventi caratteristiche simili a quelle della termocoppia (cavi di estensione), prolungano il collegamento elettrico fino ad una sala controllo centralizzata, e vengono collegati alla morsettiera di uno strumento indicatore o registratore di temperatura.

In tal modo il giunto freddo si trova fisicamente sottoposto alla temperatura presente sulla morsettiera dello strumento di misura.

Questa temperatura viene misurata tramite un termistore o una termoresistenza e utilizzata, all'interno dello strumento, per compensare elettricamente il segnale proveniente dalla termocoppia.

In questo modo, qualsiasi sia la temperatura presente in tale zona, è come se il giunto freddo si trovasse alla temperatura di 0 °C. Quest'azione si chiama compensazione della temperatura ambiente ed assicura la massima precisione di misura.

Lo strumento misuratore avrà sulla sua scala o sul suo display l'indicazione direttamente in gradi Celsius (e non in mV), in quanto al suo interno esistono sistemi che tengono conto anche della non linearità del segnale in ingresso.

### Altri effetti termoelettrici
In realtà altri due effetti, effetto Peltier ed effetto Thomson, dovrebbero essere presi in considerazione. Infatti se si lascia fluire corrente in un circuito per termocoppie (anche se questo non è il caso tipico dei dispositivi di misura industriale), i processi di conversione dell'energia termoelettrica provocheranno effetti di riscaldamento o raffreddamento. L'effetto Peltier è concentrato nelle giunzioni, mentre l'effetto Thomson è distribuito lungo i fili. Questi fenomeni innalzano e abbassano le temperature dei fili rispetto ai valori che avrebbero senza circolazione di corrente. Fortunatamente per i metalli tipicamente usati gli effetti sono sufficientemente piccoli da poter esser trascurati.

## Norme di riferimento
- IEC EN 60584-1 Ed. 3.0 (2013) Termocoppie - Parte 1: Specifiche e tolleranze per la forza elettromotrice (FEM)

specifica le funzioni di riferimento e le tolleranze per termocoppie designate da lettere (tipi R, S, B, J, T, E, K, N, C e A). Le temperature sono espresse in gradi Celsius in base alla scala internazionale della temperatura del 1990, ITS-90 (simbolo t90), e l'EMF (simbolo E) è in microvolt. Le funzioni di riferimento sono polinomi che esprimono l'EMF, E in V, in funzione della temperatura t90 in ° C con le giunzioni di riferimento della termocoppia a 0 °C.
- IEC EN 60584-2 Termocoppie - Parte 2: Tolleranze (sostituita nel 2013 dall'edizione 3 della IEC EN 60584-1)

Contiene le tolleranze di fabbricazione per le termocoppie sia in metallo nobile che in metallo base prodotte in conformità con e.m.f. rapporti di temperatura della Parte 1 dello standard. I valori di tolleranza si riferiscono a una termocoppia prodotta da fili normalmente compresi tra 0,25 mm e 3 mm, forniti all'utente e che non consentono la calibrazione durante l'uso.
- IEC EN 60584-3 Ed. 3.0 (2013) Termocoppie - Parte 3: Cavi di estensione e di compensazione - Tolleranze e sistemi di identificazione

Specifica le tolleranze di produzione per cavi di estensione e compensazione (diversi dai cavi isolati in minerali) forniti direttamente agli utenti dei processi industriali. Queste tolleranze sono determinate rispetto alla relazione e.m.f.-temperatura della Parte 1 della norma. Inoltre, sono specificati i requisiti per i cavi di estensione e compensazione per l'uso nel controllo di un processo industriale.

## Tipi di termocoppia

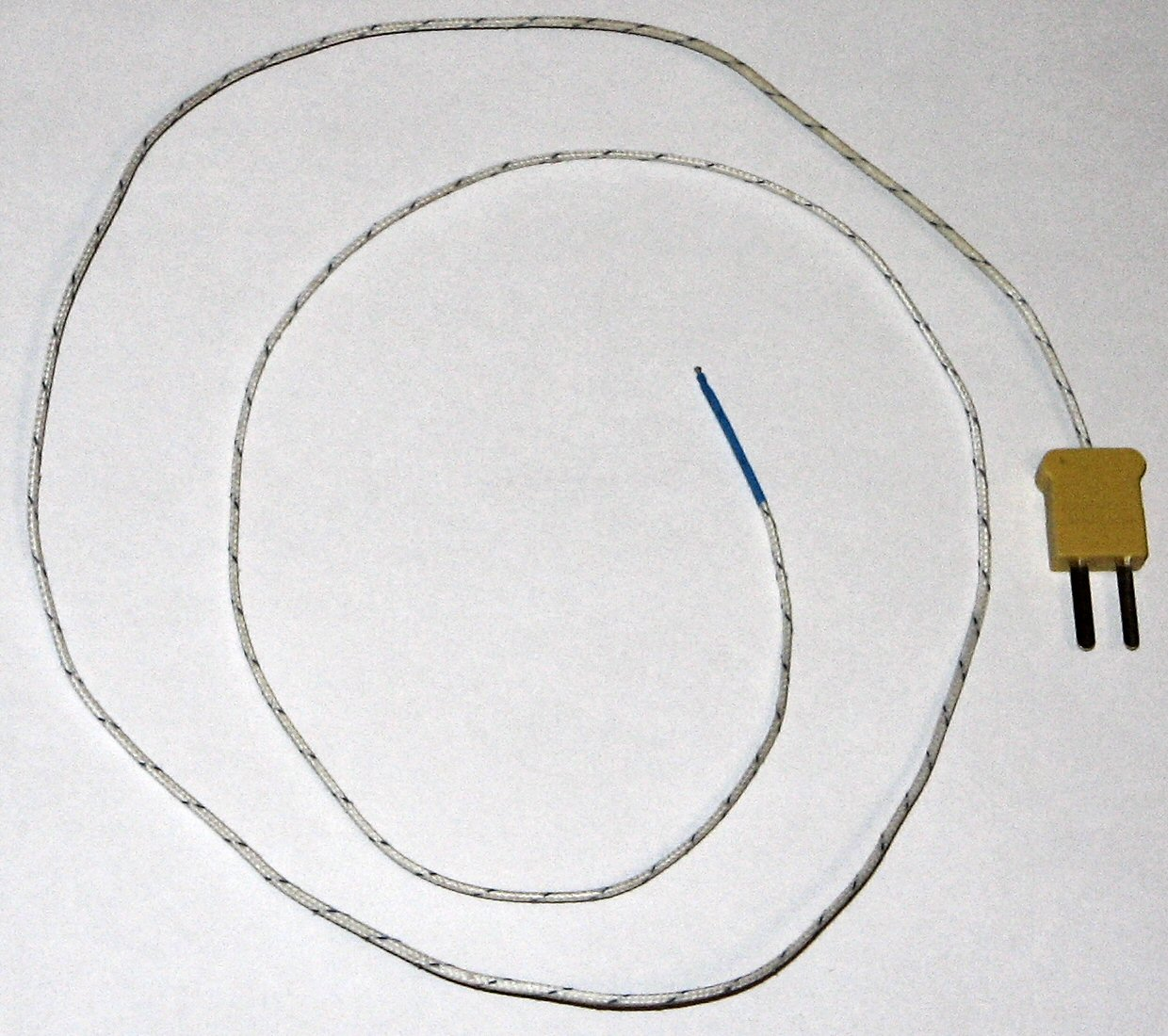
Termocoppia di tipo K.

Esiste una grande varietà di termocoppie, distinguibili in base ai due conduttori elettrici che compongono la giunzione ed al campo di applicazione (industriale, scientifico, alimentare, medico, ecc.).
- Tipo K (Chromel (Ni-Cr) (+) / Alumel (Ni-Al) (-)

Sono termocoppie di uso generale, economiche e disponibili in una grande varietà di formati. Il loro intervallo di misura va da -200 °C a 1260 °C. La sensibilità è di circa 41 µV/°C.
- Tipo J (Ferro (Fe) (+) / Costantana (Cu-Ni) (-)

Il loro intervallo di misura va da -40 °C a 750 °C ed essendo più limitato del tipo K, le rende meno diffuse di queste ultime. Sono utilizzate in vecchi apparati che non funzionano con il tipo K. Le termocoppie tipo J sono caratterizzate da un basso costo ed una notevole sensibilità (51,7 µV/°C), ma non possono essere utilizzate sopra i 760 °C a causa di una transizione magnetica che fa perdere loro la calibrazione.
- Tipo T (Rame (Cu) (+) / Costantana (Cu-Ni) (-)

Presentano caratteristiche simili alle termocoppie in ferro/costantana (tipo J). Presentano una sensibilità di 48,2 µV/°C. Utilizzabili nell'intervallo di temperature comprese tra -200 °C e 400 °C. Questo tipo viene utilizzato principalmente per misure di laboratorio, nonostante la rapida ossidazione del conduttore in rame quando viene superata la temperatura dell'intervallo ottimale. La ripetitività è eccellente nell'intervallo -200 +200 °C.
- Tipo E (Chromel (Ni-Cr) (+) / Costantana (Cu-Ni) (-)

Hanno una elevata sensibilità (68 µV/°C) che le rende adatte ad applicazioni a bassa temperatura (criogeniche). Sono inoltre amagnetiche.
- Tipo N (Nicrosil (Ni-Cr-Si) (+) / Nisil (Ni-Si) (-)

L'intervallo di misura utile è compreso tra i 650 °C e i 1250 °C. La loro stabilità e la resistenza all'ossidazione a caldo le rendono un ottimo sostituto a basso costo delle termocoppie a base di platino (tipi B, R, S) per le misure di alta temperatura. Progettate per essere una evoluzione del tipo K, sono oggigiorno sempre più popolari.
Le termocoppie B, R, S, sono tutte composte da metalli nobili ed hanno caratteristiche simili. Sono le più stabili fra le termocoppie, ma la loro bassa sensibilità (10 µV/°C) ne limita l'uso a misure di alte temperature (>300 °C).
- Tipo B (platino - 30% rodio (+) / platino-6% rodio (-)

Adatte per alte temperature, fino a 1800 °C. A causa della particolare relazione tensione-temperatura che le caratterizza, forniscono la stessa differenza di potenziale a 0 °C ed a 42 °C. Sono perciò inutili al di sotto di 50 °C.
- Tipo S (platino - 10% rodio (+) / platino (-)

Adatte per alte temperature fino a 1600 °C. Grazie alla loro particolare stabilità, sono utilizzate come standard di calibrazione per il punto di fusione dell'oro (1064,43 °C).
- Tipo R (platino - 13% rodio (+) / platino (-) - (IEC 60584-1:1995 parte 2)

Sono simili al precedente tipo S e sono quindi adatte per alte temperature fino a 1600 °C; hanno però il vantaggio di avere in uscita un segnale un po' più forte e migliore stabilità. Hanno gli stessi campi di applicazione delle termocoppie S, ma hanno lo svantaggio di essere più costose.
Le termocoppie vanno scelte in base al valore di temperatura media da misurare.

Se la temperatura è relativamente bassa si useranno termocoppie dall'elevato coefficiente termoelettrico come ad esempio il tipo J (ferro-costantana).

In questi casi infatti, termocoppie meno sensibili avrebbero un segnale in uscita piuttosto scarso, difficile da trattare in modo preciso.

Per temperature più alte si potranno usare invece ad esempio le termocoppie K (chromel-alumel) o addirittura quelle tipo R (platino-platino/rodio) che però sono molto costose.
Come già detto, la termocoppia viene isolata dal processo tramite una guaina di protezione. La guaina introduce un ritardo nella misura per variazioni rapide di temperatura e di ciò si tiene conto in fase di progettazione.

Ci sono ad esempio processi chimici come i reattori di polimerizzazione del polietilene dove la velocità di risposta della misura della temperatura è di fondamentale importanza per la conduzione in sicurezza dell'impianto.

In questo caso la termocoppia ha una costruzione speciale. I due fili (molto sottili ed isolati elettricamente tra loro) sono contenuti in modo ermetico all'interno di una guaina di piccolo diametro, ed il giunto caldo fa parte dell'estremità di tale guaina.

Questa è saldata in modo ermetico a speciali guarnizioni in modo che la sola estremità della termocoppia sia direttamente investita dal flusso dei prodotti di reazione che fluiscono ad alta velocità e temperatura, e ad una pressione di circa 2500 bar.

Con questa realizzazione costruttiva per un processo così difficile e gravoso si ha una misura di temperatura rapida ed affidabile, e la durata delle termocoppie è abbastanza alta.

### Giunto
I principali tipi di giunzione sono:
- Giunto esposto

Un giunto esposto risulta economico e comporta un tempo di risposta estremamente ridotto. Lo svantaggio principale consiste nel rapido deterioramento se esposto ad agenti corrosivi e nella necessità di un ingresso di fem differenziale.
- Giunto a massa

Un giunto a massa é realizzato saldando direttamente il giunto caldo della termocoppia sul pozzetto termometrico, pertanto pur essendo, come il giunto esposto, soggetto a loop contro
terra, presenta il vantaggio di essere parzialmente protetto da agenti esterni.
- Giunto isolato

Un giunto isolato, infine, è costruito in modo tale da essere completamente isolato dal pozzetto termometrico. Ciò limita fortemente l'insorgere di loop contro terra e l'influenza di
fem parassite, inoltre aumenta la reiezione al rumore del sensore. Per contro aumenta il costo della termocoppia ed il suo tempo di risposta.

## Cavi

### Cavi di estensione
Sono costituiti da conduttori aventi la stessa composizione nominale delle termocoppie corrispondenti. Si indicano con una X dopo la lettera relativa al tipo di termocoppia (ad es: JX).

### Cavi di compensazione
Sono costituiti da conduttori di composizione diversa dalle termocoppie corrispondenti. Si indicano con una C dopo la lettera relativa al tipo di termocoppia (ad es: KC). Per distinguere tra le varie leghe all'interno di un medesimo gruppo, si aggiunge una lettera supplementare (ad es: KCA).

## Linearizzazione del segnale
La linearizzazione è un significativo problema per le termocoppie, perché, tranne per piccoli intervalli di temperatura, la relazione tra la f.e.m. termoelettrica e la temperatura non è una funzione lineare. La norma EN 60584-1 fornisce sotto forma di tabelle tutte le informazioni circa la relazione tra la f.e.m. e la temperatura per tutte le termocoppie standardizzate, con l'ipotesi di una giunzione di riferimento a 0 °C.

### Relazione tra temperatura e differenza di potenziale
La relazione tra la differenza di temperatura e la differenza di potenziale prodotta non è lineare e varia a seconda del tipo di sonda. Essa può essere approssimata dalla seguente equazione polinomiale:
{\displaystyle \Delta T=\sum _{n=0}^{N}a_{n}V^{n}}
I valori an variano in relazione ai materiali utilizzati. A seconda della precisione desiderata, è possibile scegliere N compreso tra 5 e 9.
La norma EN 60584-1 fornisce le funzioni polinomiali dalle quali i dati in tabella sono stati ricavati.

## Connettori

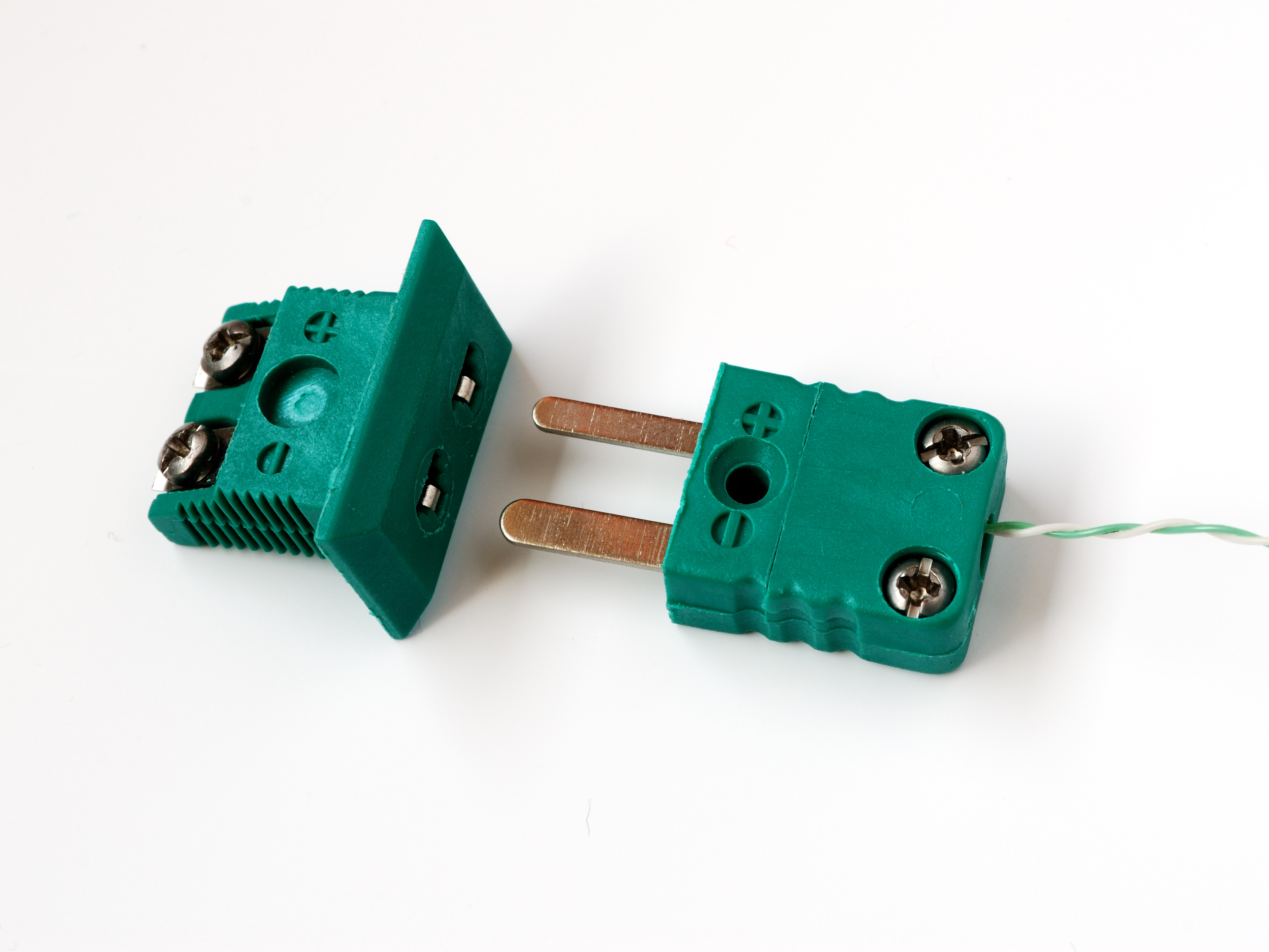
Connettore per termocoppia di tipo K; da notare l'indicazione della polarità per il corretto collegamento

Si usa un connettore dedicato per collegare la termocoppia ad un cavo di estensione o di compensazione e quindi al giunto di riferimento e alla strumentazione di rilevamento. Inoltre, con questo sistema si può effettuare velocemente e con facilità il collegamento e la sostituzione di sonde senza compromettere l'uniformità dei conduttori.
Esistono connettori per termocoppie, di formato o miniatura, per collegare tutti i tipi comuni di conduttori, sia cavi di estensione o di compensazione; si usano leghe degli stessi materiali delle termocoppie, per evitare che si generino f.e.m. indesiderate, nel caso molto probabile che il connettore non possa essere mantenuto a temperatura costante.
Le spine e le prese dei connettori sono state progettate per rendere il montaggio semplice ed affidabile e normalmente sono dotati di meccanismi di bloccaggio incorporati.